# Фоминское (Луганская область)
Фоминское (укр. Хоминське) — село в Старобельском районе Луганской области Украины. До 19 июля 2020 года входило в состав Меловского района. Входит в Никольский сельский совет.
Население по переписи 2001 года составляло 83 человека. Почтовый индекс — 92515. Телефонный код — 6465. Занимает площадь 1,16 км². Код КОАТУУ — 4422884406.

## Местный совет
92510, Луганска область, Старобельский район, с. Никольское, пл. Героев Великой Отечественной войны, 1.